# Mikey D

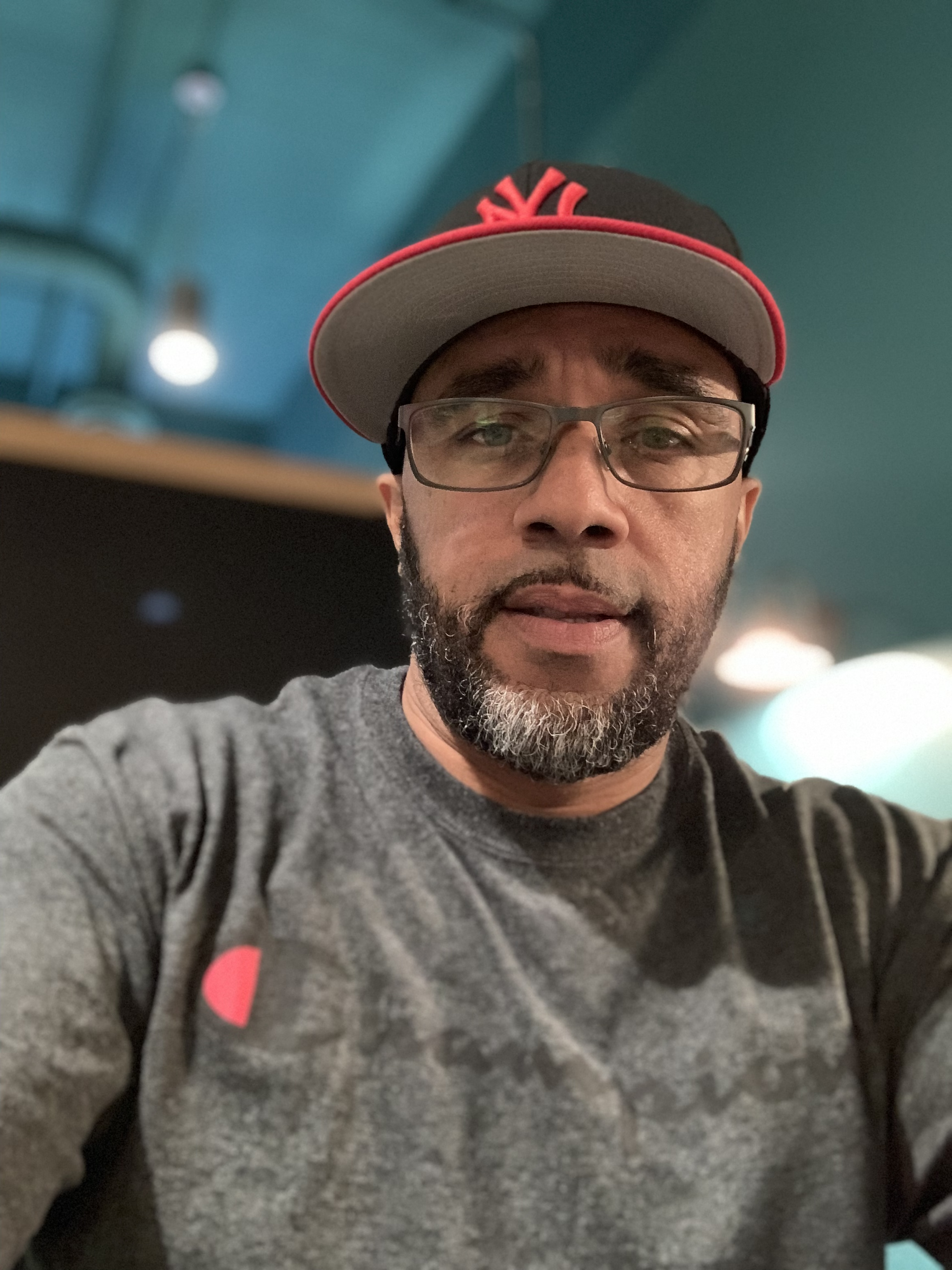
Mikey D 2019.

Michael Anthony Deering, känd under sitt artistnamn Mikey D, född 25 november 1967, är en amerikansk rappare. Han är mest känd för att vara en ledande medlem i Mikey D & The L.A. Posse och Main Source. Som medlem i Main Source ersatte han Large Professor, som skilde sig från gruppen på grund av affärsskillnader. 1994 uppträdde han på Main Source andra album, Fuck What You Think, som en ledande MC.

## Diskografi

### Studioalbum
- 2016 – Day of D'Struction

### Samarbetsalbum
- 1994 – Fuck What You Think (med Main Source)
- 2019 – Dramacide (med DJ Trouble Lee)

### Framträdanden
- 2005 – "The Perfect Storm" (Cee-Rock "The Fury" album Bringin' Da' Yowzah!!!)
- 2008 – "Pump Ya Fist Like This" (Large Professor album Main Source)
- 2013 – "Sweet 16s" (Neek the Exotic album Hustle Don't Stop)
- 2013 – "The Amazing" (Red Venom album Red House)
- 2013 – "The Operation" (DJ Shark album Oxidized Silver)
- 2015 – "Mikey Destruction, Devastating Tito & DJ Slice" (Canibus & Bronze Nazareth album Time Flys, Life Dies...Phoenix Rise)
- 2019 – "The Spark" (Taiyamo Denku album The Book of Cyphaden - Chapter One)